# Láng Adolf Ferenc
Láng Adolf Ferenc (Pest, 1795 – Nyitra, 1863. november 23.) botanikus, zoológus, gyógyszerész, a Magyar Tudományos Akadémia levelező tagja. A Kárpát-medence általános növénytani kutatása és a puhatestűekre irányuló vizsgálatai mellett a hazai botanika kibontakozását ösztönző mecénási szerepe is jelentős volt.

## Életútja
Jómódú polgárcsaládban született, alap- és középfokú tanulmányait Pesten végezte. Később gyógyszerészképzésen vett részt a Pesti Egyetemen, s miután 1810–1811-ben Egerben kitöltötte gyakornoki évét, 1812-ben megszerezte gyógyszerészeti oklevelét. 1828-ban nyitotta meg A Megváltóhoz címzett gyógyszertárát Pesten, majd 1832-ben Nyitrára költözött. Itt is gyógyszertárat nyitott, szintén A Megváltóhoz néven, amelyet 1858-ig vezetett. Ezzel párhuzamosan aktívan részt vett a felvidéki város közéletében: 1834-ben városi tanácsnokká választották, 1835-től 1843-ig a nyitrai püspökség leányiskolájának felügyelői, valamint a helyi szegényintézet igazgatói tisztét látta el. 1844-ben a város kapitánya és Nyitra vármegye táblabírája lett, 1849–1850-ben pedig a vármegye pénztárnoki tisztségét töltötte be. Az 1850-es évek végén Pozsonyba költözött.

## Munkássága
Elsősorban a természetrajz, azon belül a növény- és állattan vonzotta tudományos érdeklődését. Vizsgálta a Kárpát-medence növényvilágát, több magyarországi növényfajt ő írt le elsőként, és adataival segítette mások – például Sadler József, Heuffel János vagy Heinrich Reichenbach – botanikai munkáját is. Behatóan foglalkozott az emberi bőr parazita növényeivel. A bel- és külföldi útjai során gyűjtött növényekből 60 000 lapos herbáriumot állított össze, ennek egy része a Magyar Nemzeti Múzeum növénytárába került. Anyagilag is támogatta a növénytan hazai művelését, egyebek mellett hozzájárult Rochel Antal bánáti flóramonográfiájának megjelenéséhez. Több kéziratát, így a fűzfaféléket, borkórókat ismertető tanulmányait az Országos Széchényi Könyvtárban őrzik.
Állattani érdeklődése elsősorban a Kárpát-medence puhatestű- és ízeltlábú-faunájának rendszerező áttekintésére irányult. Számottevő, nyolcszáz darabos kagyló- és csigagyűjteménye, illetve ásványkollekciója is volt. Kagyló- és csigagyűjteménye, valamint unokája Láng Ferenc budapesti törvényszéki bíró által ezer darabos ásványgyűjteménye a Nyitrai Piarista Gimnázium természetrajzi múzeumába került. Mai sorsa ismeretlen. Sadler Józseffel és Rochel Antallal tervbe vették Magyarország átfogó természetrajzi leírását, de ez a munka végül nem valósult meg.
Közleményeit hazai, osztrák és német lapokban adta közre. Az első magyar nyelven megjelent gyógyszerészeti szaklap, az 1848 augusztusa és novembere között kéthetente Nyitrán megjelent Gyógyszerészi Hírlap szerkesztője volt. 1856–1857-ben Nagy Józseffel közösen szerkesztették a szintén nyitrai Magyarhoni Természetbarát folyóiratot és német nyelvű kiadását, a Der Naturfreund von Ungarn című lapot.

### Társasági tagságai és elismerései
1858-ban a Magyar Tudományos Akadémia levelező tagjává választották. 1855-től részt vett a Magyarhoni Földtani Társulat munkájában, 1856-tól tagja, majd 1860-tól pénztárnoka volt a Pozsonyi Természettudományi és Orvosegyletnek. Több külföldi tudományos társaság is beválasztotta tagjai sorába: 1825-ben a Sziléziai Honismereti Társaság (Schlesische Gesellschaft für Vaterländische Kultur), 1831-ben a Lipcsei Filológiai Társaság (Philologische Gesellschaft in Leipzig) levelező, illetve a Regensburgi Botanikai Társaság (Regensburgische Botanische Gesellschaft) rendes tagja lett. Utóbb 1840-ben az alsó-ausztriai iparegylet, 1850-ben a Bécsi Állat- és Növénytani Társaság (Zoologisch-Botanische Gesellschaft in Wien), 1858-ban pedig a Nürnbergi Földrajzi Társaság (Geographische Gesellschaft in Nürnberg) tagjává választották.

## Főbb művei
- Nuncium pro Entomologis. Pestini. 1822
- Enumeratio plantarum in Hungaria sponte nascentium quas in usum botanicorum legit… Pestini. 1824
- Index systematicus Molluscorum terrestrium et fluviatilium Pannoniae. Pestini. 1846
- Górcsői növényterményekről, melyek mint élősdiek az élő emberi testen előfordulnak. Pest. 1846
- Rövid physiognómiája a növényországnak Magyarhonban. Pest. 1846

## További irodalom
- Knöpfler Vilmos: Emlékbeszéd Láng Adolf Ferenc felett. Pest. 1866
- Halmai János: Láng Adolf Ferenc emlékezete. In: A Magyar Gyógyszerésztudományi Társaság Értesítője 1937